# Gronów (przystanek kolejowy)
Gronów – przystanek kolejowy na linii nr 375 w Gronowie, w województwie lubuskim, w Polsce.